# 1951 в Українській РСР
1951 в Україні — це перелік головних подій, що відбуваються у 1951 році в Україні. Також подано список відомих осіб, що народилися та померли в 1951 році. Крім того, зібрано список пам'ятних дат та ювілеїв 1951 року.

## Пам'ятні дати та ювілеї
- 925 років з часу укладення між князями Ярославом Мудрим та Мстислава Хороброго угоди, за якою Мстислав отримав у правління лівобережжя Дніпра. Княжим містом Мстислава був Чернігів у 1026 році.
- 875 років з часу у 1076 році:
  - зведення на київський престол князя Всеволода Ярославича після смерті його брата Святослава Ярославича у 1076 році.
  - створення «Ізборника» для князя Святослава Ярославича.
- 725 років з часу міжусобної війни між князями Олегом Курським та Михайлом Всеволодовичем за Чернігів, яку виграв останній у 1226 році.
- 575 років з часу захоплення Любартом Гедиміновичем галицького князівського престолу у 1376 році.
- 550 років з часу підпорядковання Київській митрополії Галицької у 1401 році.
- 425 років з часу загарбання західної частини Закарпаття австрійськими Габсбургами, а східної — Трансільванським князівством у 1526 році.
- 375 років з часу заснування Острозької школи — першого навчального закладу університетського рівня на території України у 1576 році.
- 325 років з часу 1626 році:
  - походу флотилії гетьмана Михайла Дорошенка на Трапезунд, Синоп і Самсонів (Самсун);
  - заснування Немирівського церковного братства для боротьби проти католизації і ополячення.
- 300 років з часу у 1651 році:
  - війська під проводом Богдана Хмельницького зазнали поразки в Битві під Берестечком (28 червня);
  - відбулася Битва під Лоєвом 6 липня 1651 року.
  - відбулася Битва під Білою Церквою, що не визначила переможця (23 — 25 вересня);
  - Гетьман Богдан Хмельницький підписав з поляками Білоцерківський мирний договір (28 вересня);
- 275 років з часу у 1676 році:
  - завершення польсько-турецької війни за Правобережну Україну;
  - укладення Журавненської мирної угоди між Річчю Посполитою та Османською імперією (17 жовтня);
  - початку Московсько-турецької війни (1676—1681 років);
  - захоплення військами лівобережного гетьмана Івана Самойловича разом із моковськими Чигирина в ході Чигиринських походів;
  - відмови Петра Дорошенка від гетьманства у 19 вересня 1676 року (був вивезений до Москви).
- 250 років з часу у 1701 році:
  - запровадження указом гетьмана Івана Мазепи дводенної панщини — першої закондавчо оформленої спроби закріпачення селян на території України;
  - отримання Києво-Могилянськоїою колегією статусу академії[1].
- 175 років з часу у 1776 році:
  - виходу першого примірника «Gazette de Leopol» у Львові — першого відомого періодичного видання на території України (15 січня);
  - відправлення останнього українського кошового отамана Петра Калнишевського на Соловецькі острови 29 липня 1776 року, де він провів в ув'язненні 25 років. Монастирському керівництву було наказано утримувати Калнишевського «без відпусток із монастиря, заборонити не лише листування, але ще й спілкування з іншими персонами і тримати під вартою солдат монастиря».
- 125 років з часу завершення повстання Чернігівського полку 4 січня 1826 року.
- 75 років з часу видання Емського указу імператора Російської імперії Олександра II 18 травня 1876 року.
- 25 років з часу у 1926 році:
  - відкриття у Києві театру опери та балету (1 жовтня);
  - відкриття у Києві Київського російського драматичного театру (15 жовтня).

### Видатних особистостей

#### Народились
- 875 років з дня народження (1076 рік):
  - Мстислав I Володимирович (Великий) — Великий князь Київський; син Володимира II Мономаха та Ґіти — дочки англійського короля Гарольда II, останній князь, що утримував єдність Київської держави.
- 425 років з дня народження (1526 рік):
  - Костянтин Василь Острозький — воєнний, політичний і культурний діяч Великого Князівства Литовського, воєвода Київський, маршалок Волинський, засновник Острозької академії, видавець Острозької Біблії; син гетьмана Костянтина Острозького.
- 300 років з дня народження (1651 рік):
  - Димитрій Туптало (Данило Савич Туптало) — український та російський церковний діяч, вчений, письменник і проповідник, богослов.
- 250 років з дня народження (1701 рік):
  - Григорович-Барський Василь Григорович — український письменник, мандрівник.
- 200 років з дня народження (1751 рік):
  - Бортнянський Дмитро Степанович — український композитор, диригент, співак.
- 150 років з дня народження (1801 рік):
  - Остроградський Михайло Васильович — український математик, викладач Колегії Анрі IV (Париж), професор Петербурзького університету та Морського кадетського корпусу, член Петербурзької АН (з 1830 р.), Паризької (з 1856 р.), Римської й Туринської Академій наук.
  - Даль Володимир Іванович — російський та український лексикограф, етнограф, письменник (Тлумачний словник живої великоруської мови).
- 125 років з дня народження (1826 рік):
  - Куїловський-Сас Юліян — український церковний діяч, греко-католицький митрополит.
- 100 років з дня народження (1851 рік):
  - Левицький Венедикт — український греко-католицький церковний діяч, педагог, професор і ректор Львівського університету (1829—1830).
  - Шульгин Яків Миколайович — український історик, педагог, громадсько-культурний діяч родом з Києва, співтворець культурного відродження України кінця XIX — початку XX століть.
  - Підвисоцький Кость Осипович — український актор, режисер, драматург.
  - Левинський Іван Іванович  — український архітектор, педагог, підприємець, громадський діяч.
  - Кравчинський Сергій Михайлович  — революціонер-народник, письменник.
  - Кочура Михайло Федорович  — український культурний діяч, письменник, поет.
  - Бродський Ераст Костянтинович — український землевласник, громадський діяч та меценат, дійсний статський радник.
  - Ковалевський Максим Максимович  — український правник, соціолог, історик, суспільний і політичний діяч; академік Петербурзької АН та інших численних товариств і академій, професор Московського та Петербурзького університетів, університетів у Стокгольмі, Оксфорді.
  - Калачевський Михайло Миколайович — український композитор, піаніст, музично-громадський діяч та юрист.
  - Бразоль Сергій Євгенович  — громадський діяч, чиновник, гофмейстер Миколи ІІ.
  - Лизогуб Федір Андрійович  — український громадський і політичний діяч. У 1901—1915 роках — голова Полтавської губернської земської управи. У 1918 р. був міністром внутрішніх справ і з 24 жовтня 1918 — головою Ради міністрів Української держави.
  - Крушевський Микола В'ячеславович  — мовознавець, фольклорист, перекладач, спеціаліст з загального та індоєвропейського мовознавства, співавтор поняття «фонема».
  - Білецький Микола Федорович  — український зоолог і фізіолог.
  - Неплюєв Микола Миколайович  — богослов, громадський діяч, педагог і мислитель.

#### Померли
- 875 років з часу смерті (1076 рік):
  - київського князя Святослава Ярославича (Святослава II) — князя чернігівського (1054—1073 рр.), великий князь київський (1073-76 рр.); син Ярослава Мудрого. 942 роки тому, в 49 років (нар. 1027 р.).
- 375 років з часу смерті (1576 рік):
  - Богдан Ружинський — низовий запорозький гетьман (1575—1576).
- 250 років з часу смерті (1701 рік):
  - Дем'ян Многогрішний (Дем'ян Гнатович Ігнатович), гетьман Лівобережної України (1669—1672 рр.)
- 100 років з часу смерті (1851 рік):
  - Соленик Карпо Трохимович  — український актор-комік, майстер імпровізації, один із засновників українського реалістичного театру.
  - Кобилиця Лук'ян  — громадський і політичний діяч, керівник селянського руху на теренах австрійської частини Буковини в 1840-х рр.
  - Мелетій Носков  — виконувач обов'язків ректора Києво-Могилянської академії, архімандрит Київського Видубицького, Чернігівських Домницького та Єлецького, Острозького Спаського, Лубенського Мгарського монастирів.
- 25 років з дня смерті (1926 рік):
  - Симона Васильовича Петлюри, українського державного, військового та політичного діяча, публіциста, літературного і театрального критика, організатор українських збройних сил, члена Генерального секретаріату Української Центральної Ради на посаді Генерального секретаря з військових справ (1917), Головного отамана військ Української Народної Республіки (УНР) (1918), Голови Директорії УНР (1919—1920).

## Події
- 4 січня — демонстрація діючого макету Малої електронної лічильної машини офіційній комісії;
- 25 грудня — пуск Малої електронної лічильної машини в експлуатацію. Вирішення на машині реальних завдань.

## Особи

### Народились
- 28 січня — Каденюк Леонід Костянтинович, перший космонавт незалежної України («Колумбія», 1997) (помер у 2018 році);
- 29 січня — Кушнарьов Євген Петрович, український політик, глава Адміністрації Президента України (1996—1998 рр.) (помер у 2007 році);
- 1 лютого — Маркевич Мирон Богданович, український футболіст, тренер;
- 22 лютого — Медвідь В'ячеслав Григорович, український письменник-прозаїк, есеїст, Заслужений діяч мистецтв України;
- 22 травня — Іванов Сергій Петрович, український кіноактор «Єрмак», «І біс з нами!», «Польоти уві сні і наяву», «Таємниці святого Юра», «Дні Турбіних», "В бій ідуть одні «старики» (помер у 2000 році);
- 10 червня — Шкляр Василь Миколайович, український письменник («Ключ», «Елементал», «Залишенець. Чорний ворон»), політичний діяч;
- 12 червня — Костенко Юрій Іванович, український політик, голова Української Народної Партії (з 1999 р.);
- 4 липня — Кужель Олександра Володимирівна, українська політик;
- 6 серпня — Білий Василь Павлович, народний депутат України 1-го скликання;
- 19 серпня — Конкін Володимир Олексійович, український актор (Як гартувалася слаль, Місце зустрічі змінити не можна);
- 14 вересня — Мельников Володимир Миколайович (Имир Ельник), український письменник, композитор, науковець;
- 25 жовтня — Єфименко Людмила Пилипівна, українська акторка, режисер;
- 25 листопада — Черновецький Леонід Михайлович, український державний і політичний діяч, підприємець, банкір; мер Києва (2006—2011 рр.).
- 30 листопада — Яремчук Назарій Назарович, український співак, народний артист України (помер у 1995 році);
- 28 грудня — Вітренко Наталія Михайлівна, українська політик.

### Померли
- 6 березня — Винниченко Володимир Кириловичо, відомий український письменник, політичний діяч (народився 1880 року).

## Засновані, створені
- засноване місто Нововолинськ;